# 키웨스트섬

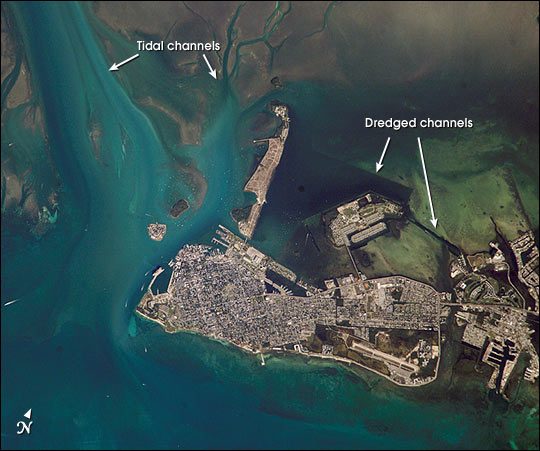

키웨스트섬(Key West)은 플로리다 해협에 위치한 섬으로, 플로리다키스 제도에서 유인도 중 가장 서쪽에 있다. 쿠바와는 약 140km 떨어져 있다. 행정 구역 상 미국 플로리다주 먼로군 키웨스트에 속한다.